# Thrombendarteriektomie
Eine Thrombendarteriektomie (TEA) ist eine operative Rekanalisierung von arteriellen Blutgefäßen, die zum Beispiel embolisch oder thrombotisch verschlossen sind.

## Durchführung
Bei einer Thrombendarteriektomie wird die Arterie freigelegt und eröffnet. Mittels Dissektionsspatel oder Ringdesobliteration wird der Thrombus zusammen mit einem Teil der inneren Gefäßwand entfernt. Gegebenenfalls wird die TEA mit einer Patchplastik kombiniert. Dabei wird die betroffene Arterie mit einem Kunststoffflicken oder einer vorher an einem anderen Körperteil entnommenen Vene erweitert.
Die Erkrankungen, bei denen häufig TEAs durchgeführt werden, sind die periphere arterielle Verschlusskrankheit (pAVK) und die Karotisstenose  (Stenose der Arteria carotis communis oder der Arteria carotis interna).
Es gibt verschiedene Techniken: Patch-Technik, Direktverschluss, Gabeltransposition und Eversionstechnik (Eversionsendarteriektomie, EEA).
Eine Thrombendarteriektomie der Herzkranzgefäße hatte 1954 G. H. Pratt vorgeschlagen. Über erste erfolgreiche solcher Operationen berichteten 1957 Charles P. Bailey und A. May. Die Verwendung eines venösen Patchgrafts zur Erweiterung verengter Koronarien wurde 1958 von Åke Senning in die Klinik eingeführt.